# 湯の瀬温泉 (山形県)
湯の瀬温泉（ゆのせおんせん）は、山形県鶴岡市（旧国出羽国、明治以降は羽前国）にある温泉。

## 泉質
- アルカリ性単純温泉
  - 泉温　48℃

## 温泉地
鶴岡の山あいに、一軒宿の「湯の瀬旅館」が存在する。温泉は宿泊者のみで日帰り入浴不可。
旅館の名物はプールのような混浴大露天風呂と海の幸を使った料理である。混浴ではあるが、湯浴み着を使用することで男女共に入浴できる。

## 歴史
開湯時期は不詳、当時は冷鉱泉だった。しかし、当時の湯で満足しなかった先代は1991年（平成3年）に現在の源泉を掘り当てた。

## アクセス
- JR羽越本線・鶴岡駅よりバスで30分。

- 山形自動車道鶴岡ICより国道7号線経由、車で約25分。